# Willem Brandt
Willem Brandt was het pseudoniem van Willem Simon Brand Klooster (Groningen, 6 september 1905 – Bussum, 29 april 1981), een Nederlandse dichter, schrijver, journalist en vrijmetselaar.

## Journalistieke loopbaan
Na het doorlopen van de Rijkskweekschool in Amersfoort en na het behalen van het onderwijsdiploma werd Willem Brandt in 1934 verslaggever bij het Utrechtsch Dagblad. In 1937 vertrok hij naar Nederlands-Indië waar hij redacteur van de Deli Courant werd. Bij deze krant werkte hij zich binnen vijf jaar op tot hoofdredacteur. Tijdens de Tweede Wereldoorlog kwam Willem Brandt in een Japans concentratiekamp terecht. Hij schreef er zijn bundel Binnen Japansch prikkeldraad. Na de oorlog werd hij directeur van de ‘Deli Courant’. Nadat hij de Indonesische Onafhankelijkheidsoorlog had meegemaakt, repatrieerde hij in 1955, om vervolgens directeur van de N.V. Deli Drukkerij en Boekhandel te Amsterdam te worden. In 1957 werd hij hoofdredacteur van Het Goois Nieuwsblad. Willem Brandt werd ook medewerker aan onder andere Opwaartsche Wegen en De Vlaamse Gids.

## Werken
Veel werken van Willem Brandt bevatten thema's uit de vrijmetselarij, Indonesië in het algemeen en het jappenkamp in het bijzonder. Van Willem Brandt verschenen de volgende werken:
- Oostwaarts (1937)
- Tropen (1938)
- Pacific (1941)
- Binnen Japansch prikkeldraad (1946)
- De gele terreur (1946)
- Demarcatielijn (1947)
- Ik ben de jeugd (1947)
- Indonesische nachten (1947)
- De aarde van Deli (1949)
- Twee vaderlanden (1954)
- Paswoord (1955)
- Reizend achter het heimwee (1955)
- Tussen steen en bamboe (1956)
- Spoorzoekend naar een woord (1957)
- De achterkant van de maan (1959)
- Hart van jade (1959)
- Een streep door de zon (1960)
- Het geheim (1960)
- 65 jaar mens onder mensen (1962)
- Wildernis (1962)
- Fetisj en feniks (1963)
- Kleurig memoriaal van de Hollanders op Oud-Java (1964)
- Keurschrift uit de hedendaagse Noord- en Zuidnederlandse  Letteren (1964)
- Indonesië's voltooid verleden tijd (1965)
- Verzamelde gedichten (1965)
- Pruik en provo (1967)
- De gedichten van een vrij metselaar (1968)
- Zuid-Afrika, een reisjournaal (1968)
- Oerwouden en savannen (1969)
- Het land van terugkomst (1976)
- De keerkringvogel (1980)